# Darío Benavides
Darío Benavides (Balanegra, Almería; 12 de enero del 2003) es un futbolista español que se desempeña como defensa. Actualmente juega en el RAAL La Louvière de la Jupiler Pro League.

## Carrera
Comenzó a jugar en la cantera del Poli Ejido, pasó luego a la del C.D. Oriente donde estuvo dos temporadas. Luego pasó a formar parte de la cantera del U.D. Almería donde militó durante cuatro temporadas. Tras ese periplo por los clubes almeriense, recaló finalmente en 2019, con quince años, en la cantera sevillista. En la temporada 2021-22 juega la UEFA Youth League donde destacó y se hizo con el puesto de titular y marcando dos goles jugando como central. Una temporada después repitió en la competición alternando defensa y centro del campo.
El 1 de noviembre de 2023 debuta con el Sevilla FC en un partido de Copa del Rey contra el C.D. Quintanar.
En junio de 2025 fichó por el, recién ascendido a la Jupiler Pro League, RAAL La Louvière.

## Clubes
Actualizado al último partido disputado el 25 de mayo de 2025.
| Club             | País    | Periodo         | Partidos (goles) |
| ---------------- | ------- | --------------- | ---------------- |
| Sevilla FC "C"   | España  | 2021-2022       | 23(4)(1)         |
| Sevilla Atlético | España  | 2021-2025       | 67(3)(1)         |
| Sevilla FC       | España  | 2023-2025       | 3(0)             |
| RAAL La Louvière | Bélgica | 2025-"Presente" | 0(0)             |

## Palmarés
| Título             | Club (*)         | País   | Año     |
| ------------------ | ---------------- | ------ | ------- |
| Segunda Federación | Sevilla Atlético | España | 2023-24 |